# Acervus epispartius
Acervus epispartius är en svampart som först beskrevs av Berk. & Broome, och fick sitt nu gällande namn av Pfister 1975. Acervus epispartius ingår i släktet Acervus och familjen Pyronemataceae.   Inga underarter finns listade i Catalogue of Life.